# 普弗勒施平爾山

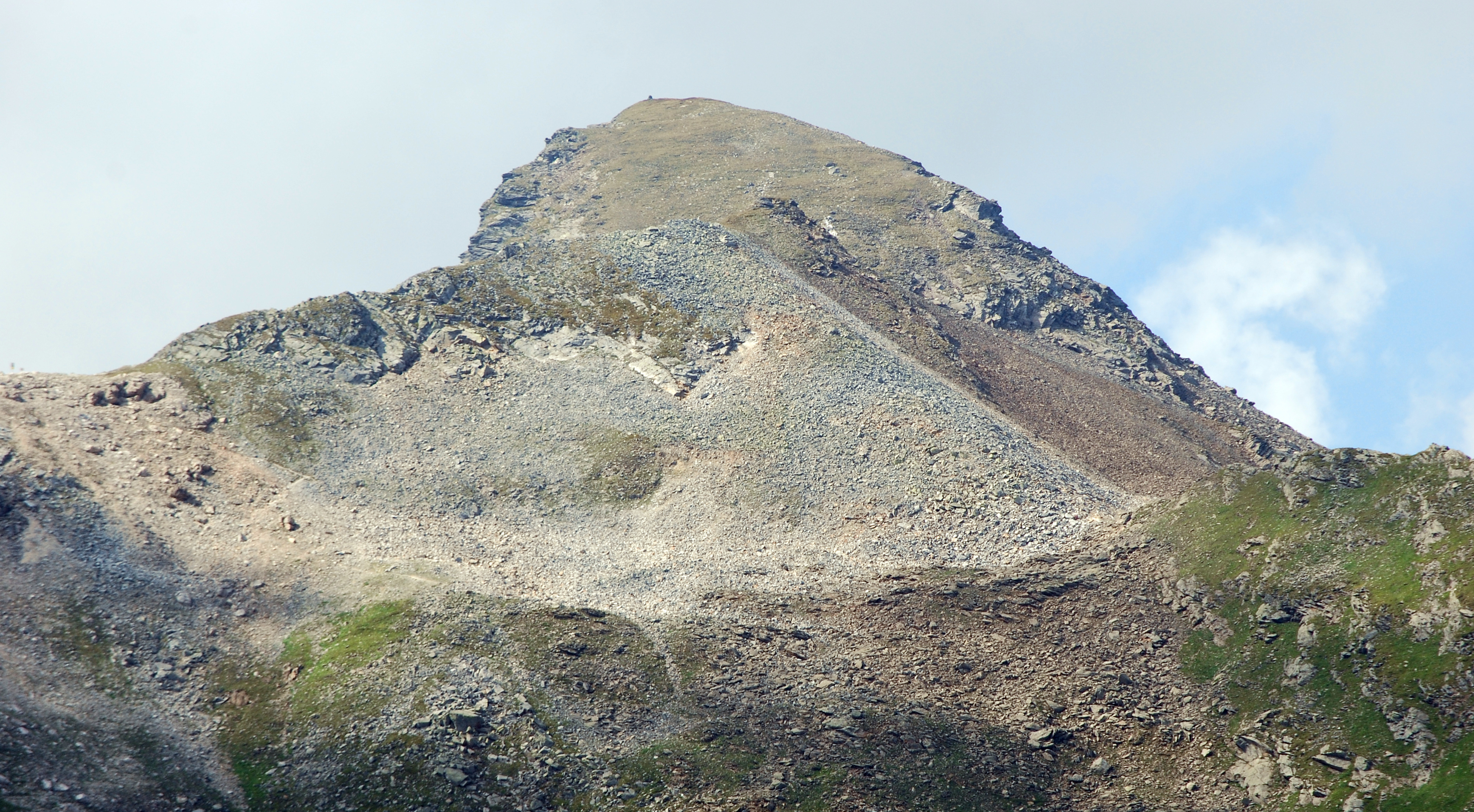

46°59′27″N 11°19′0″E / 46.99083°N 11.31667°E
普弗勒施平爾山（德語：Pflerscher Pinggl），是奧地利的山峰，位於該國西部，由蒂羅爾州負責管轄，屬於斯圖拜阿爾卑斯山脈的一部分，距離上察恩山0.6公里，海拔高度2,767米。